# Magia simpatica
La magia simpatica, o simpatetica, è quella secondo cui «la parte influisce sul tutto», cioè per la quale celebrando un rito magico su un'immagine o un elemento riconducibile a una persona o cosa, si determina un effetto che dalla parte si trasferisce all'intera persona o cosa anche se molto distante dall'evento magico.

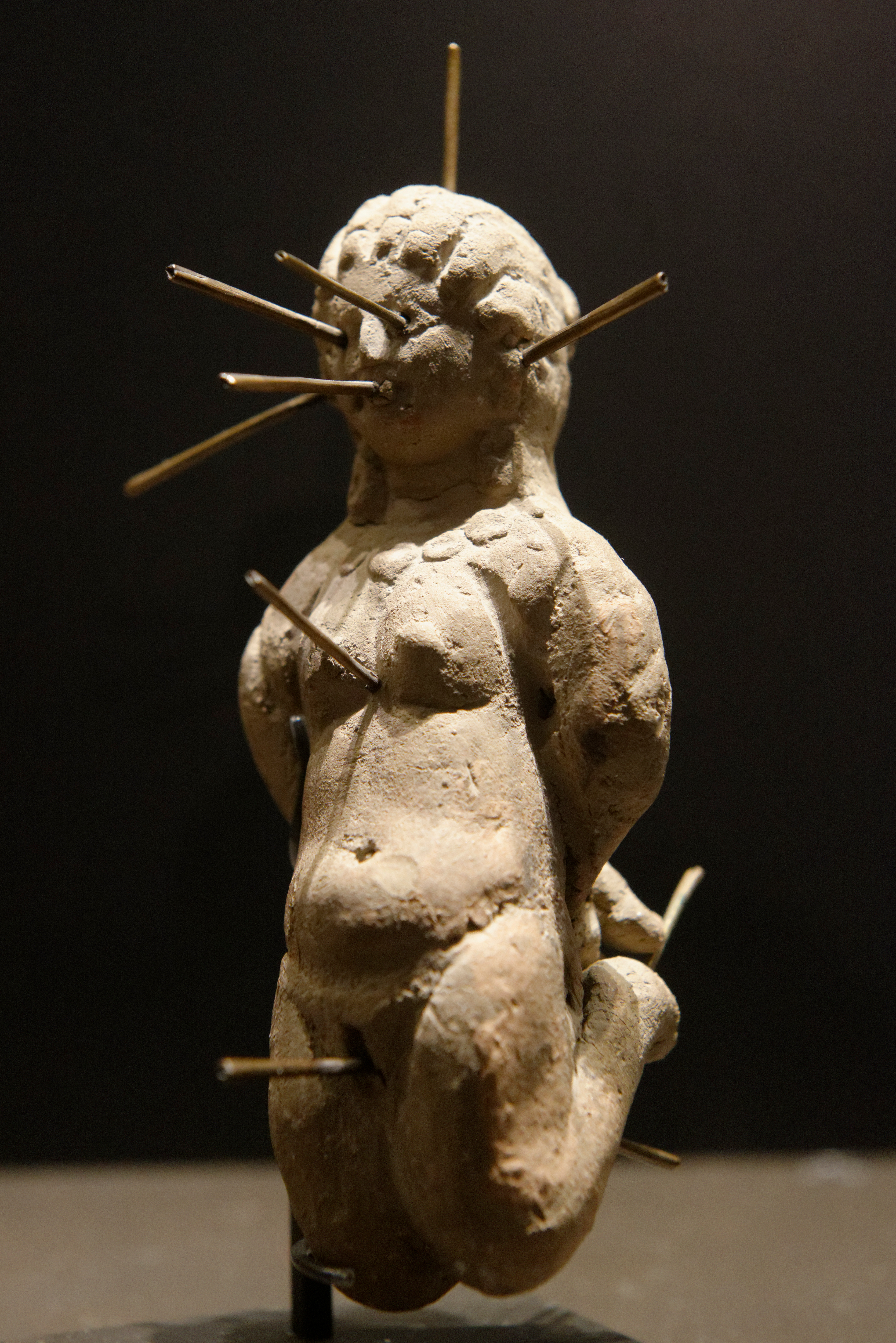
Statuetta trafitta da tredici spilli raffigurante una donna su cui si vuole trasferire la loro azione, come nelle bambole vudù.

## Il principio della similarità
L'antropologo James Frazer, che ha elaborato un modello di spiegazione della magia, le attribuì alcune leggi fondamentali come quella appunto della similarità, in base alla quale il simile emula il simile, su cui si fonda la «magia omeopatica».
Affine ma leggermente diversa è invece la «magia contagiosa», basata sulla legge di contatto, che prevede il proseguimento degli effetti, anche a distanza, causati da un precedente contatto reciproco, come avviene ad esempio quando si rintraccerebbe una persona scomparsa tramite un oggetto da lei toccato a lungo, perché a lei appartenente.
Entrambe le correnti magiche, secondo Frazer, appartengono alla grande categoria che egli per primo, assieme a Marcel Mauss, chiama della magia simpatica, poiché presuppongono un'interazione a distanza.

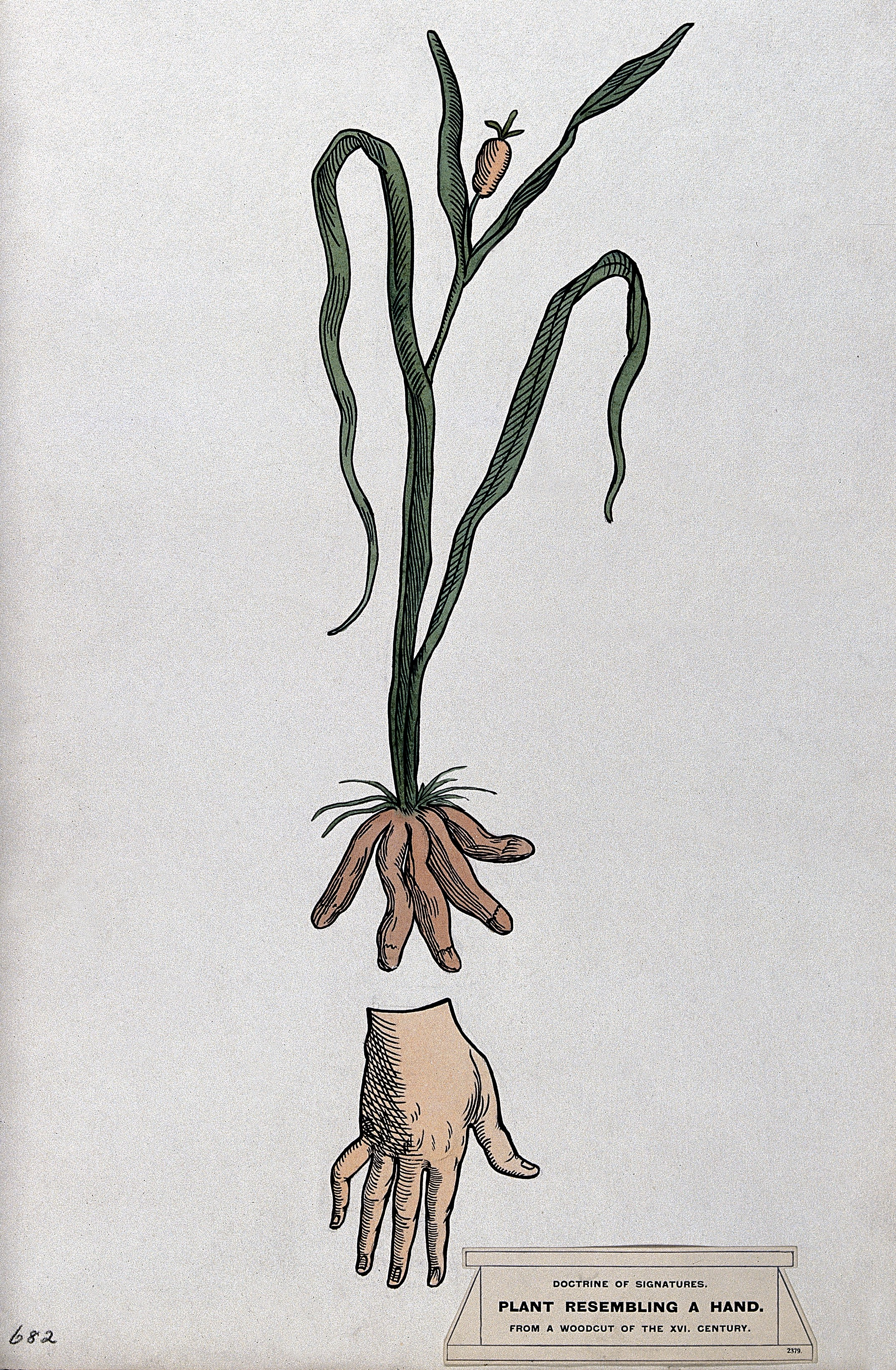
Un esempio di similarità, su cui si basa la dottrina delle segnature, tra le radici di una pianta ed una mano umana.

Sempre nell'ambito della magia simpatica viene fatta rientrare un tipo di magia omeopatica chiamata anche imitativa o simbolica, in quanto l'azione magica vuole ottenere un effetto desiderato mettendo in atto una sorta di simbologia: un esempio di magia imitativa è quello dei riti per far piovere: nello stretto di Torres, fra l'Australia e la Nuova Guinea, il mago colloca una pietra, che rappresenta l'uomo, in un buco scavato nel terreno e vi versa sopra un liquido ricavato da varie piante, intorno vengono collocate grandi foglie che simboleggiano le nuvole e una torcia accesa, i fulmini, viene agitata sopra mentre i tamburi riproducono il rumore dei tuoni; la pioggia arriverà quando il liquido colato sulla pietra muterà aspetto. 
Lo stesso tipo di magia è il presupposto della cura con piante medicinali basate sulla dottrina delle segnature, come nel caso ad esempio dello zafferano che dovrebbe curare l'itterizia.

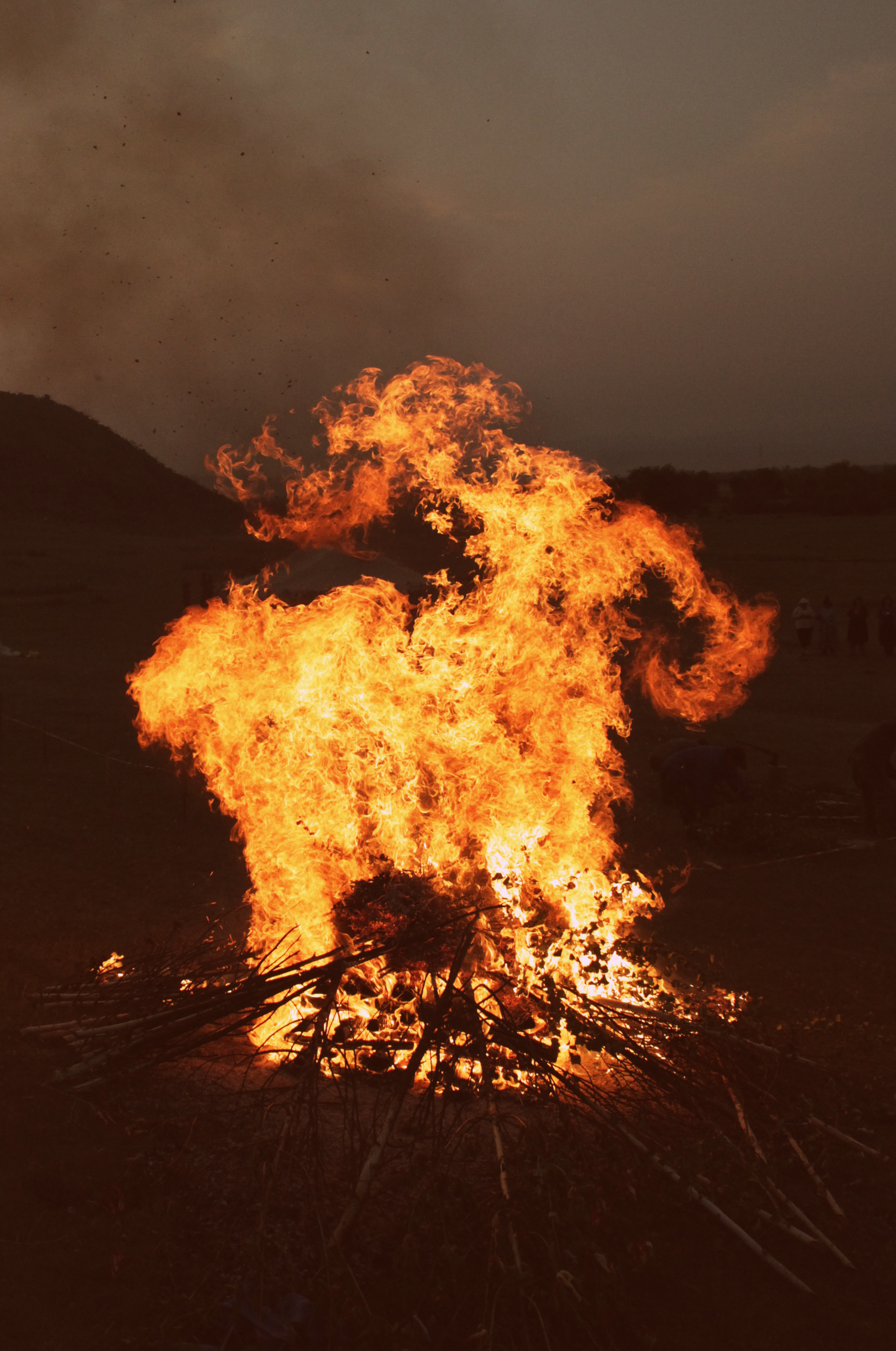
Un falò che assume le sembianze di un capro durante un rituale sciamanico, come buon auspicio per la caccia.

### La parte influisce sul tutto
Il riflesso della parte sul tutto è il principio basilare della magia simpatica di cui troviamo un esempio nel caso della "polvere di simpatia" che nel XVII secolo si credeva potesse operare il risanamento di ferite o piaghe in modo rapido in assenza del ferito spargendo un unguento costituito da vetriolo polverizzato e gomma su un panno insanguinato o sull'arma insanguinata che aveva provocato la ferita.
Un altro caso di magia simpatica è il cannibalismo simbolico o rituale per il quale chi mangia alcuni organi introietta le particolari qualità dell'individuo a cui sono stati tolti con maggiore efficacia se ciò avviene quando è ancora in vita. Questo fenomeno è presente in varie culture, anche molto distanti fra loro. Può quindi assumere significati diversi, sebbene tipicamente riguardi la trasmissione di virtù dal morto ai vivi o l'esorcizzazione dello spirito del morto. Si ritiene che sia presente sin dai primordi della storia umana ed è stato praticato fino all'epoca contemporanea.

## Il "mana"
La magia simpatica si basa non solo sulla prescrizione di comportamenti precisi da mettere in atto nel rito magico ma anche su proibizioni: i primi costituiscono gli incantesimi, i secondi i tabù, divieti magici, che se violati portano a conseguenze disastrose. Questo avviene perché il presupposto della magia è la credenza nell'esistenza del mana, termine d'origine melanesiana diffuso in molte lingue austronesiane (melanesiane e polinesiane) che generalmente significa forza sovrannaturale, potere spirituale, efficacia simbolica, e può essere tradotto con forza vitale.
Il mana, o il suo equivalente nelle culture primitive, è da ricercarsi nella stessa presenza corporea delle cose. In quanto un essere animato o inanimato, visibile o invisibile, esiste, come tale viene considerato come dotato di una sua forza vitale latente che evocata da un sacerdote costituisce l'essenza stessa delle pratiche sciamaniche.
Soltanto se il rito è stato compiuto nella forma prescritta si manifesta il mana che il mago cerca di volgere a proprio vantaggio, mentre se è stata violata una proibizione magica solo un incantesimo più potente potrà evitare le conseguenze dannose.